# Karl Schmieden
Karl Schmieden  (* 9. März 1919 in Saarbrücken; † 30. Juli 1946 in Rastatt) war ein deutscher SS-Oberscharführer und Kriegsverbrecher. Er war Führer der Wachmannschaften im Gefangenen-Lager Neue Bremm und wurde am 30. Juli 1946 hingerichtet.

## Leben
Karl Schmieden wuchs in einem katholischen Elternhaus in Saarbrücken auf. Von 1925 bis 1933 besuchte er die Volksschule. Nach dem Schulabschluss lernte er Dachdecker im Betrieb seines Onkels. Seine Gesellenprüfung bestand er mit „gut bis sehr gut“. Schon in seiner Jugend fühlte er sich dem Nationalsozialismus verbunden und trat am 5. Juni 1933 in die Hitlerjugend ein. Nachdem er eineinhalb Jahre als Dachdecker gearbeitet hatte, meldete er sich zum 1. April 1938 zum hauptamtlichen Dienst in der SS und diente in der SS-Totenkopfstandarte Brandenburg. Karl Schmieden gehörte damit zum Wachpersonal der Konzentrationslager. Seine erste Station war das KZ Sachsenhausen, wo er auch eine Waffenausbildung erhielt, um als Mitglied der Waffen-SS eingesetzt werden zu können.
Im September 1939 wurde er beim Überfall auf Polen eingesetzt, wo er laut Zeugenaussagen an Gewaltexzessen beteiligt war. Von einem Zeugen wurde er als „Blutsäufer“ beschrieben. Er erhielt unter anderem das Eiserne Kreuz I. und II. Klasse, das Infanterie-Sturmabzeichen sowie das Goldene Verwundetenabzeichen. Während der Kampfhandlungen wurde er sechs Mal verwundet. Bei einem seiner Einsätze wurde er an der Ellenbeuge des linken Arms verletzt, so dass dieser ab diesem Zeitpunkt dort gelähmt war. Er wurde anschließend in den Innendienst versetzt.
Ab dem 20. Juli 1942 wurde er Chef der Sicherheitspolizei und des Sicherheitsdiensts des Reichsführers SS (SD) Berlin im SS-Führungshauptamt.
Am 1. Januar 1944 wurde Schmieden zum Chef der Wachmannschaften im Gestapo-Polizeilager Neue Bremm, wo er Jakob Quinten nachfolgte, der sich als ungeeignet erwiesen hatte. Unter Schmieden etablierte sich ein neues Folter- und Demütigungssystem im Gefangenenlager, die Haftbedingungen für die überwiegend Kriegsgefangenen verschlechterten sich zunehmend. Schmieden selbst beteiligte sich an allen Formen der Folter und systematisierte die Misshandlungen. Ab seinem Dienstantritt verachtfachte sich die Opferzahl von September bis Dezember 1943 auf 56 Todesopfer von Januar bis April 1944. Er galt nicht nur unter den Gefangenen als brutal, sondern war auch bei seinen Untergebenen als hart und unerbittlich gefürchtet.
Im Rastatter Kriegsverbrecherprozess wurde er zusammen mit 15 weiteren Angeklagten zum Tode verurteilt. Die Hinrichtung wurde am 30. Juli 1946 vollstreckt.